# アルタン・トプチ (著者不明)
著者不明『アルタン・トプチ』（モンゴル語: алтан товч, ᠠᠯᠲᠠᠨ
ᠲᠣᠪᠴᠢ）は、著者不明のモンゴル年代記。『黄金史綱』とも訳される。『アルタン・トプチ』と呼ばれる年代記はこの他にロブサンダンジンによるものと、メルゲン・ゲゲンによるものがあるため、著者不明『アルタン・トプチ』と呼んで区別する。

## 名称
著者不明『アルタン・トプチ』の正式な表題は、『モンゴロン・ハドン・ウンドゥスン・ホリヤンゴイ・アルタン・トヴチ(Mongγol-un qad-un ündüsün quriyangγui altan tobči)：モンゴルのハン等の根源、簡略な黄金の概要』という。

## 内容
1. インド，チベットの王統
2. チンギス・ハーンの祖先
3. チンギス・ハーンの事績
4. オゲデイ・ハーン（太宗）からウハガト・ハーン（順帝）までの事績
5. ビリクトゥ・ハーン（昭宗）からリグダン・ハーンまでの事績

## 成立年
著者不明『アルタン・トプチ』がいつ編纂されたかについては、本文に記載がないため、種々の説が出されている。
- 17世紀初頭説…最後の文章に記されている「リグダン・ハーンの即位（1604年）」、「ダライ・ラマ4世のラサ到着（1603年）」、「マイダリ・ホトクトの来蒙（1604年）」の3つの事件がいずれも17世紀初頭であり、それ以降の事件が記されていないことから、この書はリグダン・ハーンが即位して間もない時期に編纂されたものとする。
- 1620年代から1630年代説…『アルタン・トプチ』に記される明の歴代皇帝の記述において、「洪武帝以来天啓帝に至るまで257年在位した。」とあることから、明の建国（1368年）から257年後というのは1624年（天啓四年）なので、また天啓帝の次の皇帝崇禎帝（在位：1627年 - 1644年）についての記述がないので、この書は天啓帝の在位年間1621年から1627年までの間に編纂されたものとする。ただし、ここで記されている歴代皇帝の在位年数には誤りもあるため、信頼性に欠ける。
- 上記2説よりも後代説…著者不明『アルタン・トプチ』の記述がロブサンダンジン『アルタン・トプチ』（17世紀末）より簡略であるため、著者不明『アルタン・トプチ』はロブサンダンジン『アルタン・トプチ』を節略したものであると考えられること。またチャハル王家のブルニ親王（在位：1669年 - 1675年）の名が記されていることから。ただし、ロブサンダンジン『アルタン・トプチ』は著者不明『アルタン・トプチ』に大幅な加筆をしたものであり、ブルニ親王の記述も後代の加筆であるとされることから、支持されていない。

## 研究史
著者不明『アルタン・トプチ』を初めて紹介したのはシベリアのザバイカリエ出身のブリヤート人ラマであり学者であったガルサン・ゴムボエフである。彼はカザン大学を卒業後、サンクトペテルブルク大学に招かれ、モンゴル学の研究をおこなった。彼は1858年に『アルタン・トプチ』のモンゴル文テキストを活字によって紹介するとともに、それにロシア語訳を付した。一般にこれを「ゴムボエフ本」と呼ぶ。彼が刊行したテキストのもとになった写本は冊子本で、ジャムツァラーノによれば、19世紀の写本であり、明らかに北京からもたらされたものだという。ただし、「ゴムボエフ本」の評判は芳しいものではなかった。元の写本には多くの誤記があった上に、ゴムボエフ自身も誤ったスペルや読み方をしていたのである。そのいくつかについてはジャムツァラーノが紹介している。ウラディーミルツォフも「ガルサン・ゴムボエフの翻訳もまた決して正確ではないことを指摘する必要がある。『アルタン・トプチ』のモンゴル語原本も、学識あるラマ僧の非常な努力にもかかわらず、優秀な版とすることはできない。」と記している（1941年）。当時のロシアにはゴムボエフが利用したテキストとは別に、「カザン聖職者アカデミー」所蔵の写本があった。これはニコライ・ヴォスネセンスキーという人物によって北京からもたらされたもので、1827年5月28日という日付があるから、その時に入手したものと思われる。冊子本であるが、ジャムツァラーノの評価では「写本の質としてはこちらの方が良い」という。なお、このゴムボエフ本はポズドネーフの『蒙古文選』（1900年）にもその最初の部分が採録されている。
『アルタン・トプチ』のモンゴル語テキストはこれ以後長い間刊行されることはなかった。次にこれが出版されたのは1925年のことであり、北京の蒙文書社(Mongγol bičig-ün qoriy-a)から『Činggis qaγan-u čadig：チンギス・ハーンの伝記』の表題で刊行された（北京版I）。このテキストの刊行について郭冠連（1998年）や喬吉（1994年）が紹介しているが、両者の見解には少し異なるところがある。この『アルタン・トプチ』の原本は内蒙古のハラチン王旗の王府にあったが、民国4年（1915年）に同じハラチンのバヤン・ビリクトゥ（汪国鈞）なる人物が協理塔布嚢(tusalaγčitabunang)の希里薩喇(Sirisaγra)の助けを得てこれを見つけた。バヤン・ビリクトゥはこれを書写し、自ら序文を記した。また本文の上部の空白部分に王府所蔵の歴史書を参考にして多くの覚え書きを書き記した。そして本分の前に『Boγda činggis qaγan sudur：聖チンギス・ハーン経』という表題を付した。この書写本は二部からなり、第一部は『アルタン・トプチ』であり、第二部はチンギス・ハーンの事績についてのいくつかの伝承からなっていた。バヤン・ビリクトゥの死（1921年）後、その学生であったテメゲトゥ（汪濬昌）が『Činggis qaγan-u čadig：チンギス・ハーンの伝記』を刊行した。これとバヤン・ビリクトゥの原本を比較すると、序文と校訂の記述がないだけで、内容は基本的に同じであるという。現在ハラチン王府が所蔵していた原写本がどこにあるのか明らかになっていない。『Činggis qaγan-u čadig』は1940年に『蒙文蒙古史記-Mongol chronicle Činggis qagan u čidig,including Altan tobči』として北京の文殿閣から再版されたが、初版のチンギス・ハーンの肖像とその事績を記した最初のページ、最後の奥付は省かれている。
これとは別に同じ蒙文書社から1927年に『Boγda činggis qaγan-u čidig：聖チンギス・ハーン伝』の表題で第二版が公刊された（北京版II）。この北京版IIは単なる北京版Iの再版ではなく、テメゲトゥが校訂を加えたもので、両者には語彙の出入り、相違などが多く見られる。小林高四郎はこの北京版IIのモンゴル文テキストと、それに日本語訳と注釈を付して『アルタン・トプチ（蒙古年代記）』の表題を付して公刊した（外務省調査部、1929年）。北京版IIは1940年に張家口で再版が出されている。
このハラチン王府所蔵の写本と関連する『アルタン・トプチ』のテキストがもう一つある。『喀喇沁本蒙古源流』と呼ばれるものがそれであるが、このテキストも内蒙古のハラチン右翼旗王府にあった。中見立夫によると（2000年）、このモンゴル語写本の原本を満鉄大連図書館が借り出し、ハラチン右翼旗のバヤン・ビリクトゥに依頼してその書写と漢訳を依頼したという。この仕事は1918年6月23日終了したが、満鉄大連図書館は汪国鈞の作成した稿本をいくつか青焼き写真にして日本の研究機関に寄贈した。バヤン・ビリクトゥの作成した稿本はモンゴル文とその間に漢訳を施したものであり、四巻からなっている。ただし今日、原本も稿本も行方が分からず、その青焼き写真のみが残されている。この『喀喇沁本蒙古源流』は四巻と付録からなっているが、前半部（第一、第二巻）は殿版『蒙古源流』の第一巻から四巻の初めまで、すなわち器世界の成立からチンギス・ハーンの死までを採録し、後半（第三、第四巻）はオゲデイ・ハーンからリグダン・ハーンまでの『アルタン・トプチ』の文章を採録している。その付録は通称「チンギス・ハーン行軍記」であるが、この作品はロブサンダンジンの『アルタン・トプチ』に採録されている文章の内容とほぼ同じである。すなわち『喀喇沁本蒙古源流』とは『蒙古源流』の前半部分と『アルタン・トプチ』の後半部分がくっつけられたものである。この『喀喇沁本蒙古源流』は藤岡勝二によってローマ字転写と、『アルタン・トプチ』に関する部分のみ日本語訳が施された。しかしながらこの訳業は藤岡の生前には日の目を見ず、その死後になって服部四郎が文求堂からファクシミリ版で公刊された。
なお、1980年代には中国から何種類かの『アルタン・トプチ』のモンゴル文テキストが公刊された。留金鎖は張家口版を（1980年）、朱風・賈敬顔は北京版IIを（1985年）、ブラクは北京版Iを（1989年）底本にしている。
これに対し21世紀に入ると、これまでまったく知られていなかった『アルタン・トプチ』の新しい写本が公刊された（ゴビ・アルタイ本）。これはゴビ・アルタイ・アイマクのホロル(Khorol)の所蔵していたものであるが、1983年にその甥のバトメンドの手に渡された。そして1997年にバトメンドからモンゴル国の文献研究者チョイマーに研究のために渡されたものである。チョイマーはその後これについて研究を進め、2002年に研究、原文のラテン字転写、語彙索引とともに写本のカラー写真を付して公刊した。これは83葉からなっており、葦ペンで書かれたかなり古い字体の、貝葉経タイプの写本である。その本文は基本的に墨字で書かれているが、ほとんどの頁に一行から二行朱書きされている。朱書きの部分はハーンや高僧の名が記されている行に多く見られるが、必ずしもそれが原則になっているわけではない。その記述内容をみると、今まで知られていたゴムボエフ本や北京版に無い文章が相当量存在している。それは特に前半部分、中でもチンギス・ハーンの祖先や、チンギス・ハーン自身の事績を記した部分に多く見られる。ただし後半の14世紀から17世紀初めまでの歴史を記していた部分には北京版と内容的に相違はない。個々の語彙に関して見ると、この新しい写本はゴムボエフ本に似ている。

## 参考資料
- 森川哲雄『モンゴル年代記』（2007年、白帝社、ISBN 9784891748449）